# Шейла Пірсі-Саммерс
Шейла Пірсі-Саммерс (англ. Sheila Piercey Summers; 18 березня 1919 — 14 серпня 2005) — колишня південноафриканська тенісистка.
Найвищу одиночну позицію світового рейтингу — 6 місце досягла 1947 року.
Перемагала на турнірах Великого шолома в змішаному парному розряді.

## Фінали турнірів Великого шолома

### Мікст (3 перемоги)
| Результат | Рік  | Турнір               | Покриття | Партнерка      | Суперниці                            | Рахунок        |
| --------- | ---- | -------------------- | -------- | -------------- | ------------------------------------ | -------------- |
| Перемога  | 1947 | Чемпіонат Франції    | Ґрунт    | Ерік Стерджесс | Ядвіга Єнджейовська Крістя Каралуліс | 6–0, 6–0       |
| Перемога  | 1949 | Чемпіонат Франції    | Ґрунт    | Ерік Стерджесс | Джин Кертієр Джеррі Оуклі            | 6–1, 6–1       |
| Перемога  | 1949 | Вімблдонський турнір | Трава    | Ерік Стерджесс | Луїз Браф Джон Бромвіч               | 9–7, 9–11, 7–5 |